# 겨울밤에
"겨울밤에"(Winter’s Night)는 한국에서 제작된 장우진 감독의 2018년 드라마 영화이다. 서영화, 양흥주 등이 주연으로 출연하였다.

## 캐스팅
- 서영화 : 은주 역
- 양흥주 : 흥주 역
- 이상희 : 여자 역
- 우지현 : 남자 역
- 김선영 : 해란 역
- 김학선 : 택시기사 역
- 조경숙 : 식당주인 역
- 박명훈 : 스님 역
- 조은진 : 선착장 매표원 역
- 허재원 : 식당 종업원 역
- 김민중 : 경찰 1 역
- 박준하 : 경찰 2 역
- 김대환 : 청평사 매표원 역
- 오정민 : SUV 차주 역

## 기타
- 총괄프로듀서: 송현영
- 투자총괄: 민성욱
- 프로듀서: 김대환
- 제작실장: 오정민
- 제작부: 홍성은
- 제작기획: 김영진
- 제작투자: 이충직
- 투자기획: 장병원
- 투자기획: 이상용
- 투자기획: 장성호
- 촬영부: 임지훈
- 조명: 양정훈
- 조명부: 박준하
- 조명부: 임준택
- 조연출: 박규리
- 동시녹음: 박송열
- 사운드디자인: 이주석
- 사운드디자인: 김원
- 미술: 김아름
- 프로젝트매니저: 강사라
- 현장지원: 김상호
- 현장지원: 구윤민

## 수상
- 2018년 제19회 전주국제영화제 후보 전주 시네마 프로젝트
- 2018년 제44회 서울독립영화제 후보 경쟁부문 - 장편
- 2018년 제40회 낭뜨 3대륙 영화제 수상 청소년 심사위원상 (장우진)
- 2018년 제6회 무주산골영화제 후보 상영작 - 창
- 2018년 제33회 마르델플라타 국제영화제 후보 뉴 오서스, 파노라마
- 2019년 제62회 샌프란시스코 국제 영화제 후보 글로벌 비전
- 2020년 제24회 인디포럼 후보 신작전 - 장편
- 2021년 제8회 들꽃영화상 후보 극영화 감독, 남우주연, 촬영상